# TV modulator
TV modulator ili RF modulator je elektronički uređaj koji pretvara signal na ulazu koji je osnovnom pojasu u signal moduliran za prikaz na nekom video zaslonu. TV modulator pretvara signal iz nekog video izlaza kao videorekorder, videoigra ili računalo tako da je kompatibilan s radio frekvencijskim ulazom na nekom zaslonu kao televizor.